# 烏克蘭武裝部隊日
烏克蘭武裝部隊日（烏克蘭語：День Збройних Сил України）是表彰烏克蘭武裝部隊的節日，為烏克蘭武裝部隊人員的職業節日，其由烏克蘭最高拉達於1993年通過決議設立。烏克蘭武裝部隊每年的12月6日都會慶祝這一天，此日也就是1991年烏克蘭《烏克蘭武裝部隊法》通過的日子。
此日恰逢烏克蘭人民共和國軍隊烏克蘭人民軍進行第一次冬季戰役的開始。
自2009年起，烏克蘭最高拉達都會在烏克蘭武裝部隊日提名博赫丹·赫梅利尼茨基文學藝術作品最佳軍事主題獎。

## 另見
- 烏克蘭軍事情報日
- 烏克蘭保衛者日